# Euharpyia juvenata
Euharpyia juvenata är en fjärilsart som beskrevs av D.Jones. Euharpyia juvenata ingår i släktet Euharpyia och familjen tandspinnare. Inga underarter finns listade i Catalogue of Life.